# 陶仕宗
陶仕宗（1383年—？），字逢原，廣西梧州府欎林州南廂第一圖人，明朝政治人物。進士出身。

## 生平
廣西鄉試第五名。永樂十年（1412年）壬辰科會試第六名，殿試登進士第三甲第三十一名。

## 家族
曾祖陶泰。祖父陶大公。父亲陶存忠。